# Iuri Medeiros
Iuri José Picanço Medeiros (Horta, 10 de julho de 1994) é um futebolista português que atua como ponta-direita. Atualmente joga pelo Hapoel Be'er Sheva.
Já marcou 40 golos em mais de 140 jogos na Primeira Liga, representando tanto o Sporting CP como o Braga, e também, por empréstimo: Arouca, Moreirense e Boavista. Além disso, teve breves passagens por Itália, Polónia e Alemanha. Conquistou a Taça de Portugal de 2020–21 com o Braga.
Medeiros somou 6 golos em 56 internacionalizações pelas seleções juvenis de Portugal.

## Carreira

### Sporting CP
Natural da Horta, Açores, Medeiros juntou-se à formação do Sporting CP em 2005, com 11 anos. Representou o Sporting B na Segunda Liga por três épocas completas, fazendo o seu primeiro jogo a 11 de agosto de 2012, substituindo Filipe Chaby aos 62 minutos de uma derrota por 1−0 em casa do Oliveirense.
Em janeiro de 2015, Medeiros foi emprestado ao Arouca, da Primeira Liga. A 18 de janeiro, fez a sua estreia na competição, numa derrota fora por 1−0 frente ao Moreirense.
Na temporada 2015−16, Iuri foi emprestado ao Moreirense, da Primeira Liga. A 25 de setembro de 2015, marcou o seu primeiro golo na competição, num empate caseiro por 2−2 frente ao FC Porto.
Na temporada 2016−17, Medeiros foi emprestado ao Boavista, da Primeira Liga. A 12 de março de 2017, bisou numa vitória por 3−0 sobre o Marítimo.
Na temporada 2017−18, Medeiros regressou a Alvalade. A 15 de agosto de 2017, fez a sua estreia pela equipa principal do Sporting, entrando nos minutos finais de um empate em casa por 0−0 frente ao Steaua București, nos play-offs da Liga dos Campeões. No entanto, não convenceu o treinador Jorge Jesus.
A 25 de janeiro de 2018, Medeiros transferiu-se para o Genoa por empréstimo até junho de 2019, com opção de compra de 10 milhões de euros para o clube italiano. A 5 de fevereiro, fez a sua estreia na Serie A, jogando 25 minutos numa vitória por 2−1 em casa da Lazio. A 3 de abril, no seu primeiro jogo a titular, marcou o seu primeiro golo pelo Genoa, no último minuto de uma vitória caseira por 2−1 sobre o Cagliari.
A 3 de fevereiro de 2019, Medeiros foi emprestado ao Légia Varsóvia, da Polónia.
A 19 de julho de 2019, Iuri transferiu-se do Sporting para o Nürnberg, da 2. Bundesliga, por cerca de 2 milhões de euros; assinando um contrato de 4 anos pelo clube alemão.

### Braga
A 28 de julho de 2020, Medeiros regressou a Portugal, assinando pelo SC Braga por empréstimo de uma época com opção de compra. Na sua primeira temporada com os Minhotos, conquistou a Taça de Portugal, marcando na 4ª ronda da competição, numa vitória por 7–0 sobre o Olímpico do Montijo, a 14 de dezembro de 2020.
A 29 de janeiro de 2021, Medeiros sofreu uma entorse grave no joelho esquerdo, num jogo da Taça da Liga frente ao Santa Clara, que o afastou dos relvados por 6 meses. Mesmo assim, em abril, os 6 golos e 5 assistências que somara durante a época levaram o Braga a acionar a opção de compra de 800 mil euros. Iuri assinou um contrato de 5 anos pelos Arsenalistas, com uma cláusula de rescisão de 30 milhões de euros.
A 24 de fevereiro de 2022, Medeiros marcou e assistiu Ricardo Horta numa vitória por 2–0 sobre o Sheriff Tiraspol, nos oitavos-de-final da Liga Europa. A 14 de abril, durante o prolongamento da 2ª mão dos quartos-de-final frente ao Rangers, Iuri foi expulso por reclamar com o árbitro François Letexier, que lhe havia mostrado cartão amarelo por uma falta sobre Leon Balogun; consequentemente, Medeiros não foi convocado pelo treinador Carlos Carvalhal para a jornada seguinte do campeonato, para poder "refletir sobre as suas ações".

### Al-Nasr
A 23 de junho de 2023, Medeiros assinou pelo Al-Nasr, clube localizado no Dubai, Emirados Árabes Unidos, num negócio avaliado em 3 milhões de euros.

### Hapoel Be'er Sheva
No dia 23 de janeiro de 2025, Iuri Medeiros foi anunciado como novo reforço do Hapoel Be'er Sheva, clube de Israel. O atacante assinou um contato válido por duas temporadas e meia.

## Carreira Internacional
Medeiros participou em 2 edições do Euro Sub-21 com Portugal. Na edição de 2015, entrou como suplente em 4 jogos, sagrando-se vice-campeão.
Medeiros foi convocado pelo selecionador Rui Jorge para a Seleção Olímpica portuguesa, para um amigável frente ao México, jogado a 28 de março de 2016 na Angra do Heroísmo, arquipélago natal do extremo; Portugal venceu por 4–0. Meses depois, Iuri não foi incluído na convocatória final para os Jogos Olímpicos de 2016, organizados pelo Brasil.

## Estatísticas de Carreira
- Atualizado até 14 de junho de 2023[36]

| Clube                 | Temporada         | Campeonato        | Campeonato | Campeonato | Taça  | Taça  | Taça da Liga | Taça da Liga | Competições Continentais | Competições Continentais | Total | Total |
| Clube                 | Temporada         | Liga              | Jogos      | Golos      | Jogos | Golos | Jogos        | Golos        | Jogos                    | Golos                    | Jogos | Golos |
| --------------------- | ----------------- | ----------------- | ---------- | ---------- | ----- | ----- | ------------ | ------------ | ------------------------ | ------------------------ | ----- | ----- |
| Sporting B            | 2012–13           | Segunda Liga      | 10         | 0          | 0     | 0     | 0            | 0            | 0                        | 0                        | 10    | 0     |
| Sporting B            | 2013–14           | Segunda Liga      | 39         | 10         | 0     | 0     | 0            | 0            | 0                        | 0                        | 39    | 10    |
| Sporting B            | 2014–15           | Segunda Liga      | 18         | 2          | 0     | 0     | 0            | 0            | 0                        | 0                        | 18    | 2     |
| Sporting B            | 2017–18           | Segunda Liga      | 1          | 0          | 0     | 0     | 0            | 0            | 0                        | 0                        | 1     | 0     |
| Sporting B            | Total             | Total             | 68         | 12         | 0     | 0     | 0            | 0            | 0                        | 0                        | 68    | 12    |
| Arouca (emp.)         | 2014–15           | Primeira Liga     | 17         | 3          | 0     | 0     | 1            | 0            | 0                        | 0                        | 18    | 3     |
| Moreirense (emp.)     | 2015–16           | Primeira Liga     | 29         | 8          | 1     | 1     | 4            | 1            | 0                        | 0                        | 34    | 10    |
| Boavista (emp.)       | 2016–17           | Primeira Liga     | 27         | 7          | 2     | 1     | 1            | 0            | 0                        | 0                        | 30    | 8     |
| Sporting              | 2017–18           | Primeira Liga     | 6          | 0          | 2     | 0     | 2            | 1            | 1                        | 0                        | 11    | 1     |
| Genoa (emp.)          | 2017–18           | Serie A           | 11         | 2          | 0     | 0     | 0            | 0            | 0                        | 0                        | 11    | 2     |
| Genoa (emp.)          | 2018–19           | Serie A           | 2          | 0          | 1     | 0     | 0            | 0            | 0                        | 0                        | 3     | 0     |
| Genoa (emp.)          | Total             | Total             | 13         | 2          | 1     | 0     | 0            | 0            | 0                        | 0                        | 14    | 2     |
| Légia Varsóvia (emp.) | 2018–19           | Ekstraklasa       | 14         | 3          | 1     | 0     | 0            | 0            | 0                        | 0                        | 15    | 3     |
| Nürnberg              | 2019–20           | 2. Bundesliga     | 9          | 0          | 2     | 0     | —            | —            | —                        | —                        | 11    | 0     |
| Braga (emp.)          | 2020–21           | Primeira Liga     | 15         | 5          | 4     | 1     | 3            | 0            | 6                        | 0                        | 28    | 6     |
| Braga                 | 2021–22           | Primeira Liga     | 24         | 7          | 2     | 0     | 2            | 1            | 11                       | 2                        | 39    | 10    |
| Braga                 | 2022–23           | Primeira Liga     | 30         | 10         | 7     | 0     | 2            | 0            | 4                        | 0                        | 43    | 10    |
| Braga                 | Total             | Total             | 69         | 22         | 13    | 1     | 7            | 1            | 21                       | 2                        | 110   | 26    |
| Al-Nasr               | 2023–24           | UAE Pro League    | 0          | 0          | 0     | 0     | 0            | 0            | 0                        | 0                        | 0     | 0     |
| Total de Carreira     | Total de Carreira | Total de Carreira | 251        | 57         | 22    | 3     | 15           | 3            | 22                       | 2                        | 310   | 65    |

1. 1 2  Jogos na Liga Europa
2. ↑  3 jogos na Liga Europa, 1 jogo na Liga Conferência

## Títulos
Sporting CP
- Taça da Liga: 2017–18[37]

Braga
- Taça de Portugal: 2020–21[38]

Portugal
- Vice-Campeão do Euro Sub-21: 2015[33]